# Thil (Meurthe y Mosela)
 Thil  es una población y comuna francesa, en la región de Lorena, departamento de Meurthe y Mosela, en el distrito de Briey y cantón de Villerupt.

## Demografía
| 3210 | 2760 | 2272 | 1904 | 1742 | 1575 |
| Para los censos de 1962 a 1999 la población legal corresponde a la población sin duplicidades (Fuente: INSEE [Consultar]) |      |      |      |      |      |